# Väinö Koskela
Väinö Koskela (Finlandia, 31 de marzo de 1921 - 10 de septiembre de 2016) fue un atleta finlandés especializado en la prueba de 10000 m, en la que consiguió ser medallista de bronce europeo en 1950.

## Carrera deportiva
En el Campeonato Europeo de Atletismo de 1950 ganó la medalla de bronce en los 10000 metros, llegando a meta en un tiempo de 30:30.8 segundos, tras el checoslovaco Emil Zátopek (oro con 29:12.0 segundos que fue récord de los campeonatos) y el francés Alain Mimoun (plata con 30:21.0 segundos).